# Манько Андрій
Манько Андрій — український галицький громадський діяч, службовець (податковий урядник). Працівник фінансової сфери, урядник 10-го рангу (Австро-Угорщина). Працював у Державному Секретаріаті публічних робіт і гірництва. Делеґат Української Національної Ради ЗУНР, представляв Добромильський повіт.